# Grand Hotel Lublinianka
Grand Hotel Lublinianka – hotel w Lublinie przy Krakowskim Przedmieściu, ponad stuletni, eklektyczny budynek o bogatej, zdobionej wieloma detalami elewacji, starannie odnowiony i luksusowo wyposażony.

## Informacje ogólne
Budynek obecnego Grand Hotelu Lublinianka wzniesiony został jako Kasa Przemysłowców Lubelskich w latach 1899–1900 według projektu Gustawa Landau. Dziś jest to gmach w stylu eklektycznym. Możemy tam zauważyć barokową kopułę i klasycystyczną kolumnadę na bardzo dużym balkonie. Na szczycie gmachu zbudowana jest attyka w stylu neorenesansowym. Hotel wybudowano w czasie siedemnastu miesięcy.
Obecnie Grand Hotel Lublinianka jest jednym z czterogwiazdkowych hoteli w regionie. W ofercie hotelu znajdują się: 72 pokoje i apartamenty; 3 nowocześnie wyposażone, klimatyzowane sale konferencyjne; restauracja, kawiarnia i bar; salon odnowy biologicznej z siłownią, sauną i łaźnią turecką; bezpłatny bezprzewodowy Internet w lobby hotelu.
W pokojach znajdują się w nich tradycyjne, choć nowoczesne, ciemnobrązowe eleganckie meble. Wyłożone marmurem łazienki mają podgrzewaną podłogę. Reprezentacyjna, dwupoziomowa restauracja Nieznana z kuchnią międzynarodową, Grand Cafe z fortepianem w hallu, i bordowy bar Biblioteka na antresoli są ulubionymi miejscami spotkań. Goście mogą bezpłatnie korzystać z sauny fińskiej i jedynej w mieście sauny tureckiej w przyhotelowym spa.

## Kasa Przemysłowców Lubelskich
Kasa Przemysłowców Lubelskich założona została w roku 1884 przez właścicieli największych wówczas zakładów produkcyjnych: Adolfa Fricka - browaru, Emiliana Domańskiego - garbarni, Edwarda Krausse - młyna oraz Augusta Vettera, posiadacza browaru i słodowni piwa. Powołana do życia spółdzielnia kredytowa z nieograniczoną odpowiedzialnością, otrzymała nazwę "Kasa Przemysłowców Lubelskich", a od roku 1926 funkcjonowała jako "Kasa Przemysłowców i Rolników Lubelskich". Poprzez udzielanie tanich kredytów przyczyniała się do podtrzymania działalności lubelskiego przemysłu i rzemiosła. Kasa początkowo mieściła się w gmachu teatru przy ul. Narutowicza. Dzięki dobremu zarządzaniu podjęto zamiar budowy własnej siedziby w okazałym centrum Lublina przy Krakowskim Przedmieściu w pobliżu Placu Litewskiego.

## Historia
Budowę Kasy Przemysłowców Lubelskich zapoczątkowano w roku 1899 na posesji zajmowanej wówczas przez drewniany dworek. Dawna Kasa Przemysłowców, a obecnie bardziej znana jako Grand Hotel Lublinianka, zajmuje dwie parcele. Pierwotnie nie miały oficyny, która powstała dopiero w roku 1910. W tym samym roku budynek uzyskał kształt architektoniczny, jaki możemy oglądać obecnie - został wzniesiony w stylu eklektycznym i w nie zmienionej postaci przetrwał do dziś. Zbudowana w rekordowym czasie 17 miesięcy kamienica stała się siedzibą stowarzyszeń przemysłowców Lubelszczyzny, oferując różne pokoje śniadaniowe stanowiące miejsce do konsumpcji i negocjacji. Gdy w 1939 roku budynek znalazł się w rękach Niemców, usunięte zostało szklane zadaszenie nad portykiem. W czasie II wojny światowej dzięki znakomitej lokalizacji i reprezentacyjności budynku urządzono tu Deutsches Haus, czyli Dom Niemiecki. Po wojnie hotel przeszedł na własność państwa, a w budynku utworzono hotel Lublinianka z popularnym Barem Centralnym, kawiarnią i restauracją. W latach 50. czyniono starania o ulokowanie kawiarni na piętrze, na werandzie. Zezwolenia nie przyznano, bo - jak można przeczytać w dokumentach - "w czasach gdy klasa robotnicza ciężko pracuje wysoce niemoralne jest picie kawy i siedzenie na tarasie".

## Galeria

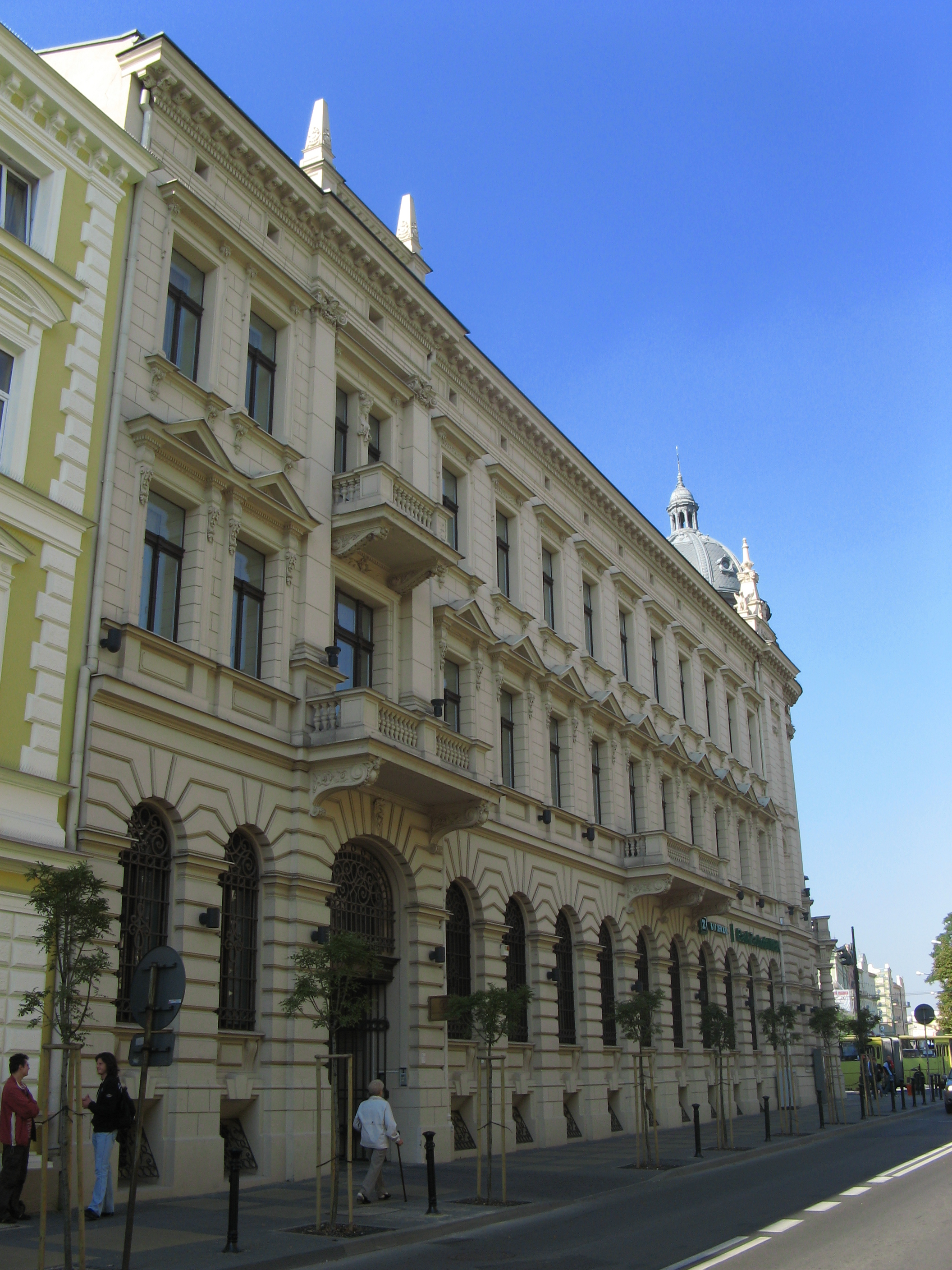
Grand Hotel Lublinianka, widok z ul. Zesłańców Sybiru.
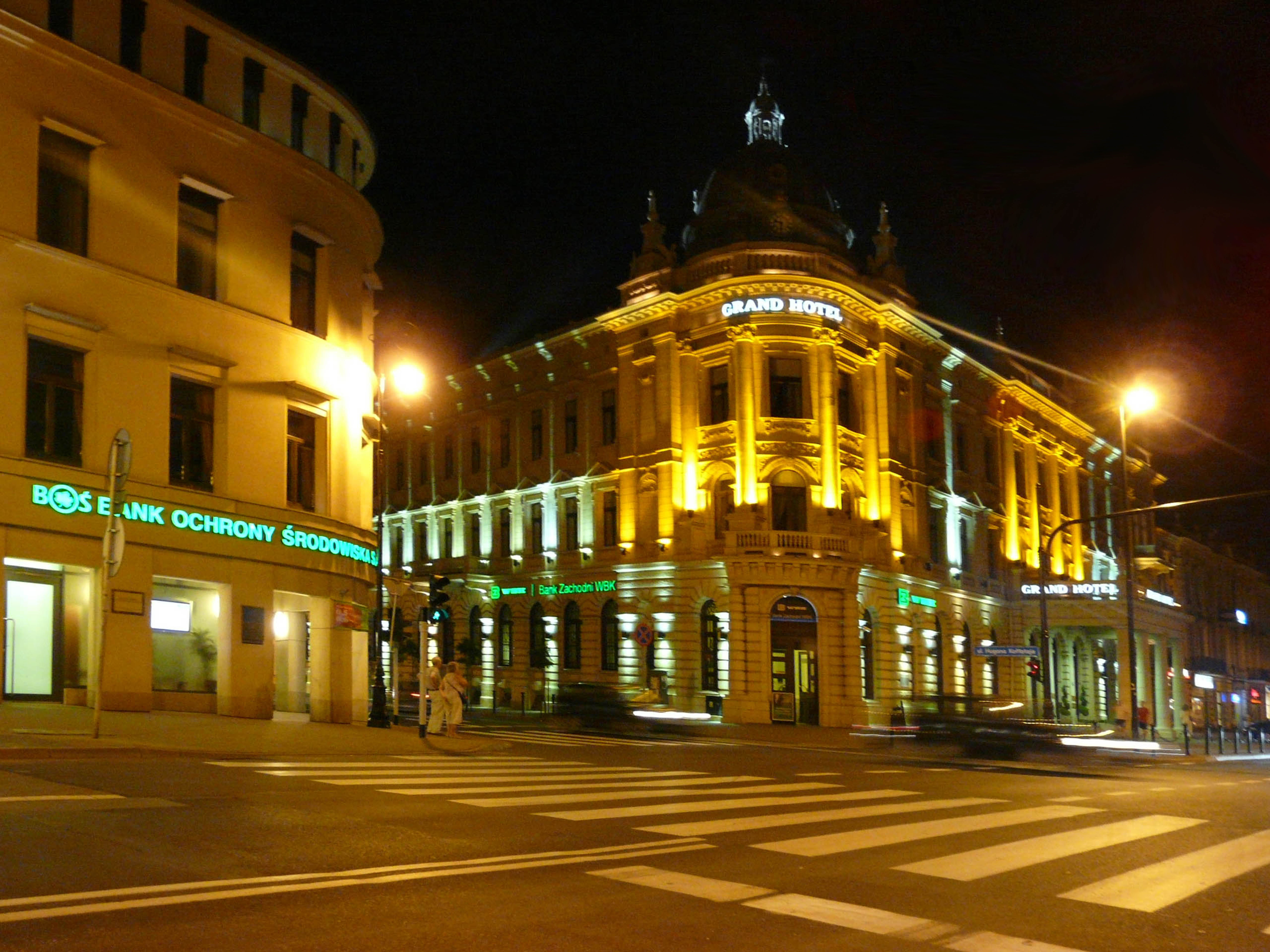
zdjęcie nocne
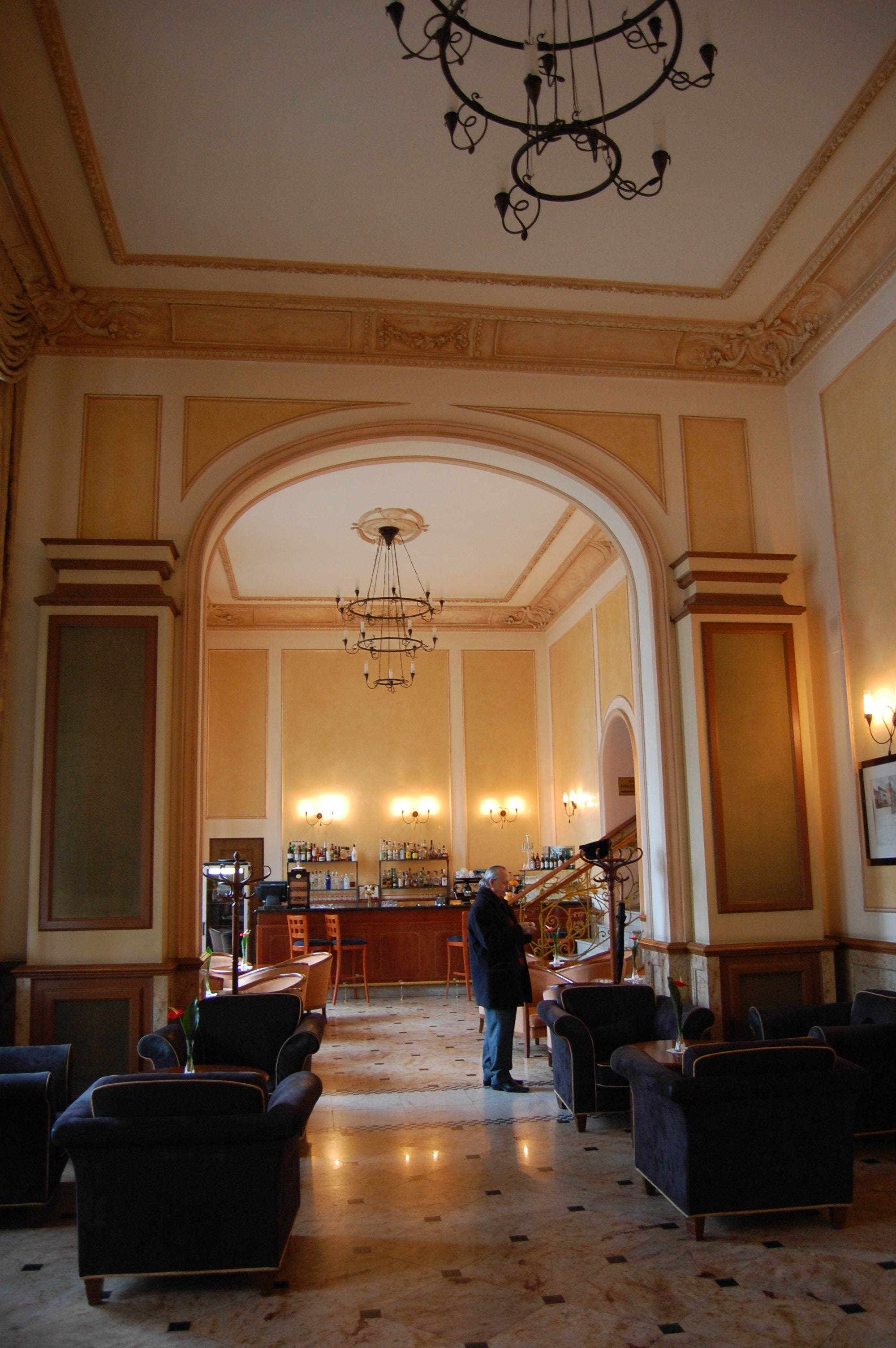
Główny hall hotelu.
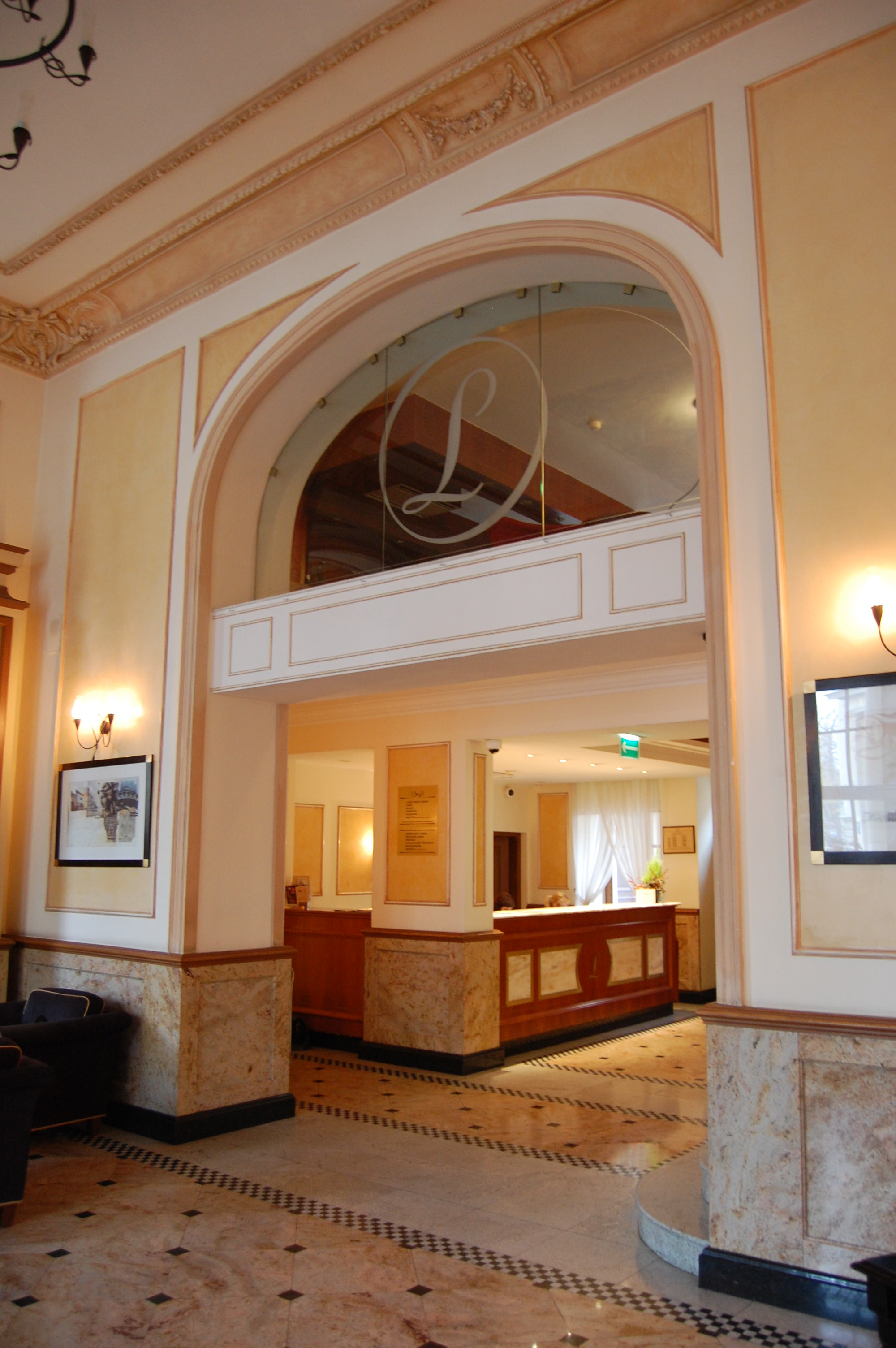
Widok na recepcję.